# L'Ours (pièce de théâtre)
Pour les articles homonymes, voir L'Ours.
L'Ours (en russe : Медведь, Medved)  est une comédie en un acte d'Anton Tchekhov parue en 1888.

## Argument
Cette farce en un acte met en scène Elena Ivanovna Popova, « une petite veuve avec des fossettes aux joues, propriétaire terrienne », Grigori Stépanovitch Smirnov, « un homme encore jeune, propriétaire terrien » et Louka, le vieux valet d'Elena.
Popova, veuve depuis sept mois, s'est retirée du monde et refuse de recevoir Smirnov, un exploitant à qui son mari devait de l'argent, et qui vient, lui-même tenu par ses propres dettes, le lui réclamer. Désespéré, mais surtout très en colère devant ce refus, Smirnov décide de rester chez Popova jusqu'à ce qu'elle le paie : « Tu es malade pendant un an, je ne bouge pas d'ici pendant un an ». (scène VI).

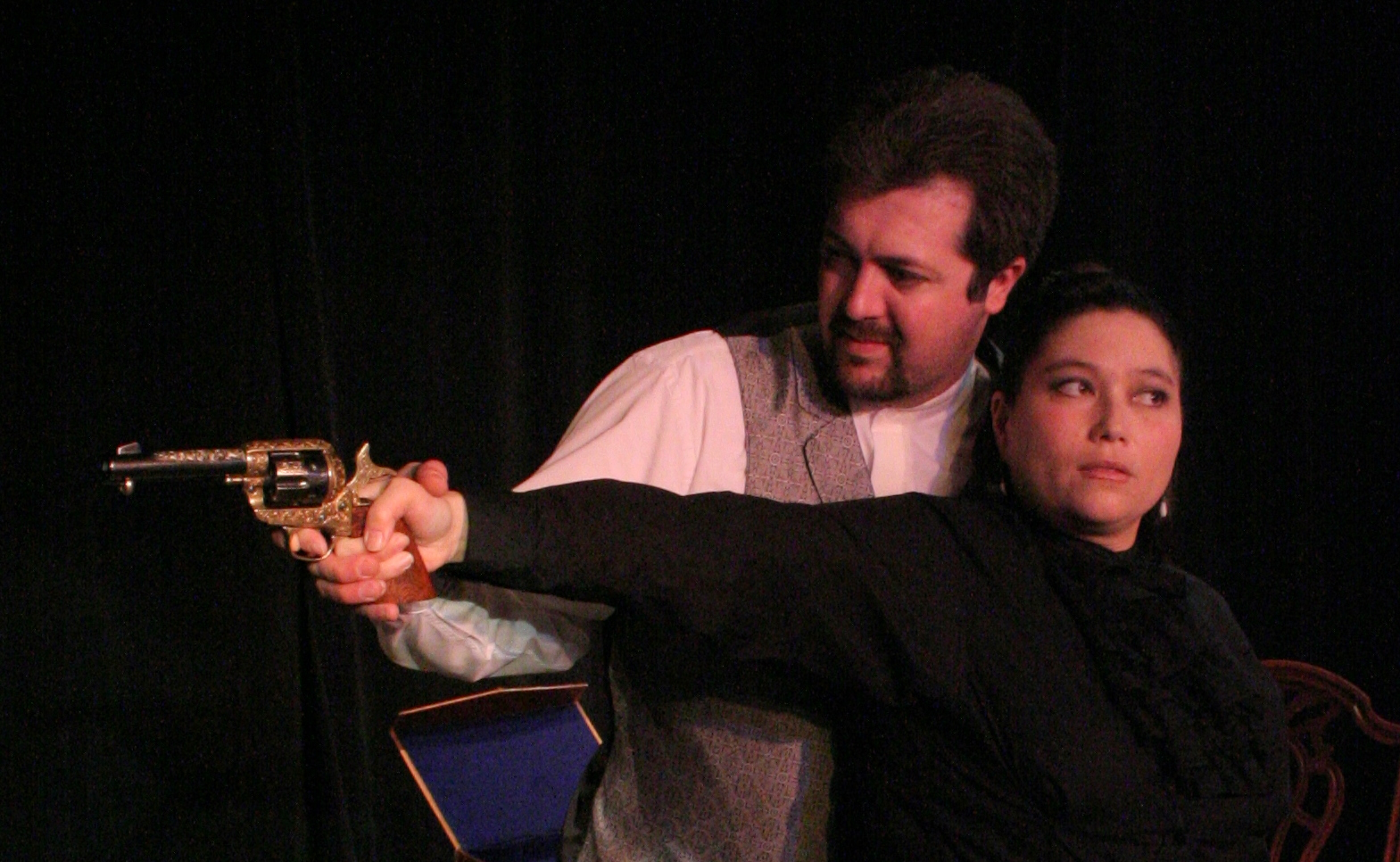
Une mise en scène de 2009.

Or Popova dissimule (plus pour très longtemps) un caractère également explosif ; la rencontre peut alors s'achever par un duel (Popova part chercher les Smith & Wesson de son défunt mari) ou par un mariage (« Je tombe amoureux, la tête la première ! Je demande votre main. Oui ou non ? », scène 9).
Cette pièce est généralement représentée avec Une demande en mariage, du même auteur, qui décline également le thème de l'amour entre propriétaires terriens coléreux.

## Personnages
- Éléna Ivanovna Popova : veuve propriétaire d'un domaine
- Grigori Stépanovitch Smirnov : propriétaire terrien encore jeune
- Louka : vieux laquais d'Éléna Ivanovna

## En France
- Comédie-Française : L'Ours a été représenté en novembre 1944 et est entré au répertoire en 1957.

## Adaptation
- 1938, URSS, L'Ours film d'Isidore Annenski, avec Mikhaïl Jarov et Oga Androvskaïa[2]

## Édition en français
- Anton Tchekhov (trad. André Markowicz et Françoise Morvan), Pièces en un acte, Arles, Actes Sud, coll. « Babel » (no 719), 2005, 320 p. (ISBN 978-2-7427-5848-7), « L'Ours ».